# Half the World Is Watching Me
Half the World Is Watching Me är det danska indierockbandet Mews andra album, utgivet 2000.

## Låtlista
1. "Am I Wry? No" - 4:43
2. "Mica" - 2:59
3. "Saliva" - 4:08
4. "King Christian" - 4:26
5. "Her Voice Is Beyond Her Years" - 3:16
6. "156" - 4:48
7. "Symmetry" - 5:19
8. "Comforting Sounds" - 8:46
9. "She Came Home for Christmas" - 4:01 (bonusspår)
10. "I Should Have Been a Tsin-Tsi (for You)" - 2:00 (bonusspår)